# Caserio Las Cañas
Caserio Las Cañas ist eine Ortschaft in Uruguay.

## Geographie
Sie befindet sich auf dem Gebiet des Departamento Cerro Largo in dessen Sektor 12. Caserio Las Cañas liegt östlich der Departamento-Hauptstadt Melo und der Ortschaft Caserio La Pedrera.

## Einwohner
Caserio Las Cañas hatte bei der Volkszählung im Jahre 2011 72 Einwohner, davon 38 männliche und 34 weibliche.
| Jahr | Einwohner |
| ---- | --------- |
| 1996 | -         |
| 2004 | 93        |
| 2011 | 72        |

Quelle: Instituto Nacional de Estadística de Uruguay